# Cổng lượng tử
Trong mô hình mạch lượng tử sử dụng để tính toán trong máy tính lượng tử, cổng lượng tử là một mạch lượng tử cơ bản. Chúng có vai trò giống như các cổng logic trong mạch điện tử, là nền tảng để xây dựng nên các mạch lượng tử, nhưng sử dụng qubit thay vì các bit cổ điển.
Khác với nhiều cổng logic cổ điển, các cổng lượng tử đều khả nghịch. Với mỗi cổng logic cổ điển sử dụng một hoặc 2 bit, đều có một cổng lượng tử tương ứng, điều này nghĩa là các mạch lượng tử có thể thực hiện được mọi hoạt động mà mạch cổ điển có thể làm. Hầu hết các cổng lượng tử phổ biến hoạt động trên không gian của một hoặc hai qubit, nên chúng thường được biểu diễn dưới dạng ma trận 2x2 hoặc 4x4.

## Các cổng lượng tử cơ bản:
Các cổng lượng tử thường được biểu diễn dưới dạng ma trận. Một cổng hoạt động trên k qubit được biểu diễn bởi một ma trận 2k x 2k. Số qubit ở đầu vào và đầu ra phải bằng nhau. Để tìm trạng thái sau khi chịu tác động của một cổng lượng tử, ta nhân ma trận của cổng đó với mà trận biểu diễn trạng thái lượng tử ban đầu.

### Bốn cổng lượng tử cơ bản ứng với 4 cổng logic một bit cổ điển
QI: Giữ nguyên trạng thái của qubit:
{\displaystyle |0\rangle } -> {\displaystyle |0\rangle }
{\displaystyle |1\rangle } -> {\displaystyle |1\rangle }
QNOT: Nghịch đảo trạng thái của qubit:
{\displaystyle |0\rangle } -> {\displaystyle |1\rangle }
{\displaystyle |1\rangle } -> {\displaystyle |0\rangle }
QZERO: Chuyển trạng thái của qubit về trạng thái {\displaystyle |0\rangle }
{\displaystyle |0\rangle } -> {\displaystyle |0\rangle }
{\displaystyle |1\rangle } -> {\displaystyle |0\rangle }
QONE: Chuyển trạng thái của qubit về trạng thái {\displaystyle |1\rangle }
{\displaystyle |0\rangle } -> {\displaystyle |1\rangle }
{\displaystyle |1\rangle } -> {\displaystyle |1\rangle }
Trong đó chỉ có cổng QI và QNOT là có ứng dụng thực tiễn trong tính toán lượng tử vì tính khả nghịch, biến đổi đồng nhất của chúng.

### Cổng Hadamard
Cổng Hadamard chuyển trạng thái {\displaystyle |0\rangle } về {\displaystyle {\frac {|0\rangle +|1\rangle }{\sqrt {2}}}} và trạng thái  {\displaystyle |1\rangle } về {\displaystyle {\frac {|0\rangle -|1\rangle }{\sqrt {2}}}} và thể hiện sự quay một góc {\displaystyle \pi } quanh trục {\displaystyle ({\hat {x}}+{\hat {z}})/{\sqrt {2}}}. Được biểu diễn bởi ma trận Hadamard:  

Ký hiệu của cổng Hadamard trong mạch

{\displaystyle H={\frac {1}{\sqrt {2}}}{\begin{bmatrix}1&1\\1&-1\end{bmatrix}}}.

### Cổng dịch pha
Cổng dịch pha hoạt động trên một qubit, nó giữ nguyên trạng thái {\displaystyle |0\rangle } và chuyển trạng thái {\displaystyle |1\rangle } thành {\displaystyle e^{i\theta }|1\rangle }. Xác suất đo được trạng thái {\displaystyle |0\rangle } hoặc {\displaystyle |1\rangle } vẫn được giữ nguyên sau khi áp dụng cổng này, tuy nhiên nó sẽ dịch pha của trạng thái. Điều này đồng nghĩa với việc dịch một góc {\displaystyle \theta } radian theo phương ngang trên khối cầu Bloch.
{\displaystyle R_{\theta }={\begin{bmatrix}1&0\\0&e^{i\theta }\end{bmatrix}}}
với θ là pha dịch.

### Cổng CNOT

Ký hiệu của cổng CNOT

Cổng CNOT là một loại cổng được điều khiển, hoạt động trên hai qubit, nó sẽ thực hiện toán tử NOT cho qubit thứ hai(qubit đối tượng) chỉ khi qubit đầu tiên(qubit điều khiển) có trạng thái là {\displaystyle |1\rangle }. Nó được biểu diễn bởi ma trận
{\displaystyle {\mbox{CNOT}}={\begin{bmatrix}1&0&0&0\\0&1&0&0\\0&0&0&1\\0&0&1&0\end{bmatrix}}}.
Với sự kết hợp của cổng CNOT, cổng Hadamard và cổng dịch pha, chúng ta có thể thực hiện mọi phép toán cần thiết để xây dựng một máy tính lượng tử.

## Dẫn chứng
Reinhold Blumel (ngày 28 tháng 1 năm 2011). Foundations of Quantum Mechanics: From Photons to Quantum Computers. Jones & Bartlett Publishers.